# Бамна
Бамна (бенг. বামনা, англ. Bamna) — город на юге Бангладеш, административный центр одноимённого подокруга. Площадь города равна 5,41 км². По данным переписи 2001 года, в городе проживало 6289 человек, из которых мужчины составляли 51,28 %, женщины — соответственно 48,72 %. Плотность населения равнялась 1161 чел. на 1 км².